# Гольдшмидт, Левин
Левин Гольдшмидт (1829—1897) — немецкий юрист еврейского происхождения. Является родоначальником науки торгового права как Германии, так и европейской юриспруденции в целом, чьи труды имели обще европейское влияние на развитие науки торгового права, в том числе и России.

## Биография
Левин Гольдшмидт родился в 1829 году в еврейской семье в городе Данциг. С 1848 года он обучался юриспруденции в Берлине, Бонне и Гейдельберге. Именно в Берлине в 1851 году он защитил свою диссертацию на тему Коммандитное общество.
Из за своего еврейского происхождения он не мог защитить свою докторскую диссертацию в Пруссии и Баварии. Лишь в 1855 году в Гейдельберге он смог защитить докторскую работу. Тема его докторской работы называлась морская ссуда Галлимаха (Дигесты 45.122.1). В своих поздних работах Гольдшмидт всегда повторял, что огромное число коммерческих (торговых) правил возникли и развивались именно из договора морской ссуды.
В 1860 году Гольдшмидт стал профессором в Гейдельберге. В период с 1870 по 1875 годы Гольдшмидт был судьёй всегерманского федерального (имперского) суда (Reichsoberlandesgericht). В 1875 Гольдшмидт был приглашён в Берлин, на специально созданную для него первую кафедру торгового права в Германии. Гольдшмидт избирался в Рейхстаг от партии национальных либералов 1875 по 1877 годы.
Гольдшмидт видел в торговом праве как современное ius gentium, которое находится в постоянном развитии. Он видел свою главнейшую задачу в том, чтобы изучить и исследовать возникновение, развитие и изменение каждого института торгового права, показав его с самых истоков. Именно этот подход и давал по его мнению информацию и современном торговом праве. Данный метод сам Гольдшмидт называл генетическим.
В 1864 году публикуется в многих позднейших переизданиях его знаменитый учебник по торговому праву (Handbuch des Handelsrechts).
Кроме того, Гольдшмидт начал публиковать (но полностью не успел завершить) монументальный научный труд «Универсальная история торгового права» (нем. Die Universalgeschichte des Handelsrechts). В данном монументальном труде Гольдшмидт рассматривает все институты торгового права с момента их зарождения. Особенно подробно он останавливается и исследует средневековое торгово-купеческое дело или ремесло в Италии, Германии и Нидерландах. На основании данного исследования Гольдшмидт приходит к выводу о прямой взаимосвязи между правовым и экономическими аспектами в историческом развитии торгового права.
Левин Гольдшмидт в 1858 году основал и вплоть до своей кончины в 1897 году был первым редактором журнала по торговому праву. Данный журнал («Zeitschrift für das gesamte Handelsrecht») выходит и поныне в Германии уже более 150 лет.
Короткое время Левин Гольдшмидт входил в состав комиссии по подготовке Общегерманского Гражданского Уложения (1874 год).

## Значение научной деятельности
Научная наработка Левина Гольдшмидта легализовала науку торгового права и учебную отрасль торгового права, в чём уже давно назрела и ощущалась потребность. Труды Левина Гольдшмидта оказали влияние не только на немецкую юридическую науку торгового права, бывшую в то время одной из ведущих, но и на общеевропейскую науку торгового права, а также в том числе и на Россию, где в том числе под влиянием работ Гольдшмидта была легализована и русская наука торгового права, а также отрасль торгового права. В России это сделал Шершеневич, который хотя и не был первым в этой области, но именно его труды стали наиболее фундаментальными и основательными для зарождения такой отрасли как торговое право. Именно Шершеневич впервые в Российской империи опубликовал как учебник торгового права, так и курс торгового права.